# Apple Intelligence
Apple Intelligence – system sztucznej inteligencji opracowany przez firmę Apple. System jest oparty na połączeniu przetwarzania na urządzeniu i serwerze i został ogłoszony 10 czerwca 2024 r. podczas konferencji WWDC 2024 jako wbudowana funkcja systemów Apple iOS 18, iPadOS 18 i macOS Sequoia. Usługa Apple Intelligence jest bezpłatna dla wszystkich użytkowników posiadających obsługiwane urządzenia. Lokalne wersje języka angielskiego w Wielkiej Brytanii, Irlandii, Australii, Kanadzie, Nowej Zelandii i Republice Południowej Afryki uzyskały wsparcie 11 grudnia 2024. Od 31 marca 2025 w ramach wydania systemów iOS 18.4, macOS 15.4 i iPadOS 18.4 dodano zlokalizowane wersje w języku chińskim (uproszczonym), angielskim (Indie), angielskim (Singapur), francuskim, niemieckim, włoskim, japońskim, koreańskim, portugalskim, hiszpańskim i wietnamskim. Został on również wprowadzony w Unii Europejskiej i obsługuje Apple Vision Pro. Wsparcie Apple Intelligence dla Vision Pro jest dostępne tylko w języku angielskim (USA).